# Jason Gedrick
Jason Gedrick, né le 7 février 1965 à Chicago, (Illinois, États-Unis), est un acteur américain.

## Filmographie

### Cinéma
- 1983 : Bad Boys de Rick Rosenthal : Inmate (non crédité)
- 1983 : Risky Business de Paul Brickman : Extra at Party (non crédité)
- 1984 : Massive Retaliation de Thomas A. Cohen : Eric Briscoe
- 1985 : Zoo Gang (The Zoo Gang) de Pen Densham et John Watson : Hardin
- 1985 : Le Garçon qui venait du ciel (The Heavenly Kid) de Cary Medoway : Lenny Barnes
- 1986 : Aigle de fer (Iron Eagle) de Sidney J. Furie : Doug Masters
- 1988 : Aigle de fer 2 (Iron Eagle II) de Sidney J. Furie : Doug Masters (non crédité)
- 1988 : Promised Land de Michael Hoffman : Davey Hancock
- 1989 : Rooftops de Robert Wise : T
- 1989 : Né un 4 juillet (Born on the Fourth of July) de Oliver Stone : Martinez - Vietnam
- 1990 : Still Life de Graeme Campbell : Peter Sherwood
- 1991 : Backdraft de Ron Howard : Tim Krizminski
- 1992 : Crossing the Bridge de Mike Binder : Tim Reese
- 1994 : The Force de Mark Rosman : Cal Warner
- 1996 : Power 98 de Jaime Hellman : Jon Price
- 1997 : Silent Cradle de Paul Ziller : Jay Mitchell
- 2001 : Hot Summer (Summer Catch) de Michael Tollin : Mike Dunne
- 2011 : Amazing Racer (Amazing Racer) de Frank E. Johnson : Eric Parker

### Télévision
- 1987 : American Playhouse : Tommy (1 épisode)
- 1989 : Le Voyageur : Gary Connaloe (1 épisode)
- 1992 : In Living Color :  (1 épisode)
- 1993 : Promo 96 (Class of' 96) : David Morrisey  (17 épisodes)
- 1994-1995 : La loi de la Nouvelle-Orléans (Sweet Justice) : Bailey Connors (22 épisodes)
- 1995 : Jessica, le combat pour l'amour (Dare to Love) de Armand Mastroianni : Patrick
- 1995-1996 : Murder One : Neil Avedon (23 épisodes)
- 1996-1997 : EZ Streets : Danny Rooney (9 épisodes)
- 1997 : Le Dernier Parrain (The Last Don) de Graeme Clifford : Cross De Lena
- 1997 : Le troisième jumeau (The Third Twin) de Tom McLoughlin : Steve Logan
- 1998 : Gentlemen Like Chris de Eric Devlin Taylor : Jacques Derrida (Court métrage)
- 1998 : Le Dernier Parrain 2 (The Last Don II) de Graeme Clifford : Cross De Lena
- 1999 : Arliss : Justin Sturgess (1 épisode)
- 1999 : Ally McBeal : Joel (2 épisodes)
- 2000 : Falcone : Joe Falcone / Joseph D. Pistone (9 épisodes)
- 2001 : Au-delà du réel : l'aventure continue (The Outer Limits) (série) : Capitaine Parkerst (Épisode 7.22 : Les cobayes humains).
- 2001 : The Beast : Reese McFadden (3 épisodes)
- 2002-2003 : Boomtown : Officier Tom Turcotte (24 épisodes)
- 2003 : Consentements volés : Andrew Luster
- 2006 : Windfall : Cameron Walsh
- 2006 : Ghost Whisperer : Jesse Sutton (saison 2, épisode 8)
- 2006 : Supernatural : Dét. Peter Sheridan (saison 2, épisode 7)
- 2007-2008 : Desperate Housewives : Rick Coletti
- 2008 : Une femme de cran (Wisegal) de Jerry Ciccoritti : Frank Russo
- 2008 : Menace sur Washington (Depth Charge) de Terrence O'Hara : Raymond 'Doc' Ellers
- 2009 : Les Sables de l'Enfer (Sand Serpents) de Jeff Renfroe : Richard Stanley
- 2009 : Lie To Me : John Parks (Saison2 Épisode 8)
- 2011 : La Diva du divan (Necessary Roughness) : Dr J. D. Aldridge (3 épisodes)
- 2011 : V : Joe
- 2011-2012 : Luck : Jerry Boyle (9 épisodes)
- 2012 : L'Arbre à souhaits : professeur Evan Farnsworth
- 2012 : Grimm : Craig Wendell Ferren (épisode 2.11)
- 2012 : Dexter[1] : George Novikov
- 2012 : New York, unité spéciale : agent du FBI Cantwell (saison 14, épisode 9)
- 2014 : Murder : Gabriel Shaw
- 2015 : Harry Bosch : Raynard Waits
- 2015 : Beauty and the Beast : Liam Cullen (5 épisodes)
- 2016 : Shooter : Officier Timmons (2 épisodes)
- 2016-2017 : Major Crimes : Mark Hickman (6 épisodes)
- 2018 : Esprits criminels : Craig Kaline (saison 13, épisode 18)

## Voix françaises
En France, Bruno Choël est la voix régulière Jason Gedrick.